# Дроздовый бабблер
Дроздовый бабблер (лат. Ptyrticus turdinus) — африканский вид воробьиных птиц из семейства земляных тимелий (Pellorneidae), выделяемый в монотипический род дроздовых бабблеров (Ptyrticus). Обитают в тропических и субтропических низменных влажных лесах и поросших кустарником местностях. Питаются насекомыми, пойманными на земле. Длина тела — 22 см. Мелодия довольно громкая, мелодичная, волнистая — «ютью-тьитьютютитьюй», и другие мягкие звуки.

## Классификация
На февраль 2018 года в выделяют 3 подвида:
- Ptyrticus turdinus harterti Grote, 1921 — центральная и восточная часть Анголы[7];
- Ptyrticus turdinus turdinus Hartlaub, 1883 — Южный Судан и северо-восток ДР Конго, также был отмечен в Центральноафриканской Республике (вероятно, залётный)[7];
- Ptyrticus turdinus upembae Verheyen, 1951 — юго-восток ДР Конго, крайний восток Анголы и северо-запад Намибии[7].